# 2011-es iráni tüntetések

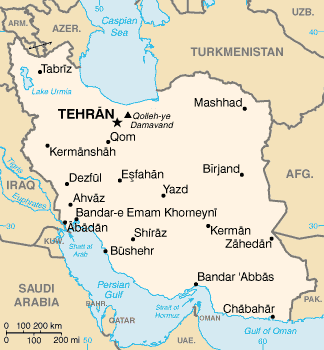
Irán térképe

A 2011-es iráni tüntetések februárban kezdődtek az arab világon végigsöprő, a tunéziai és egyiptomi államfőt egyaránt megbuktató forradalmi hullám során.

## Előzmények
A 2009 nyarán tartott elnökválasztáson a hivatalban lévő Mahmud Ahmadinezsád győzött. Ellenjelöltjei csalást emlegettek és kérték az eredmény megsemmisítését az országot irányító, vallási tekintélyeket tömörítő Őrök Tanácsától, ám az nem volt hajlandó erre. Ekkor féléves tiltakozáshullám kezdődött az ellenzéki Zöld Mozgalom vezetésével. A mozgalmat végül brutálisan elfojtották, számos résztvevőjét kivégezték. 2010 elejétől nem voltak számottevő ellenzéki megmozdulások Iránban.
Amikor 2011 januárjában a tunéziai felkelők sikeresen megdöntötték Zín el-Ábidín ben Ali elnök hatalmát, több közel-keleti országban tüntetések kezdődtek, február 11-én pedig Hoszni Mubárak is lemondásra kényszerült Egyiptomban, az iráni ellenzék szerte az országban tiltakozásokat hirdetett február 14-re a 2009-es választások két vesztes elnökjelöltje, Mir-Hoszejn Muszavi korábbi miniszterelnök és Mahdi Karrubi volt házelnök nevében. A kormányzat, ami egyébként üdvözölte a szekuláris arab diktatúrák elleni felkeléseket, a dátum közeledtével Karrubit és Muszavit házi őrizetbe helyezte, munkatársaik egy részét letartóztatta és betiltotta a tüntetést. Bizonyos internetes korlátozásokat is életbe léptettek, okulva a világháló egyiptomi és tunéziai eseményekben játszott szerepéből.

## Tüntetések

### Február 14.

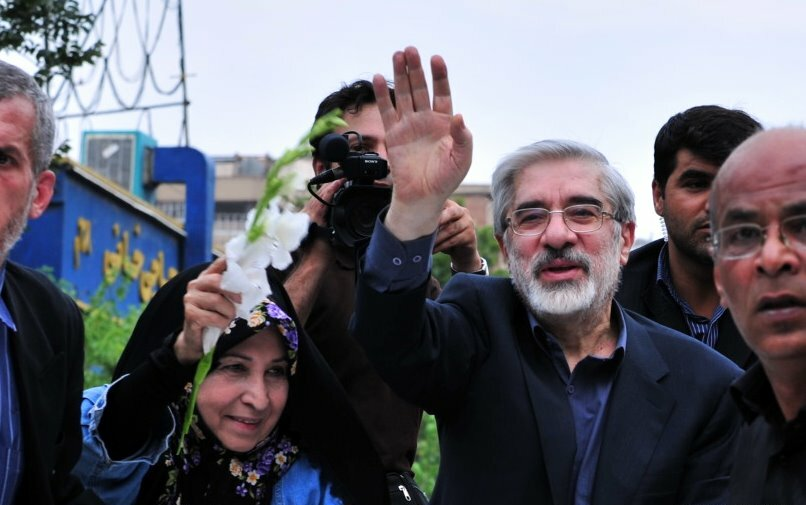
Mir-Hoszejn Muszavi

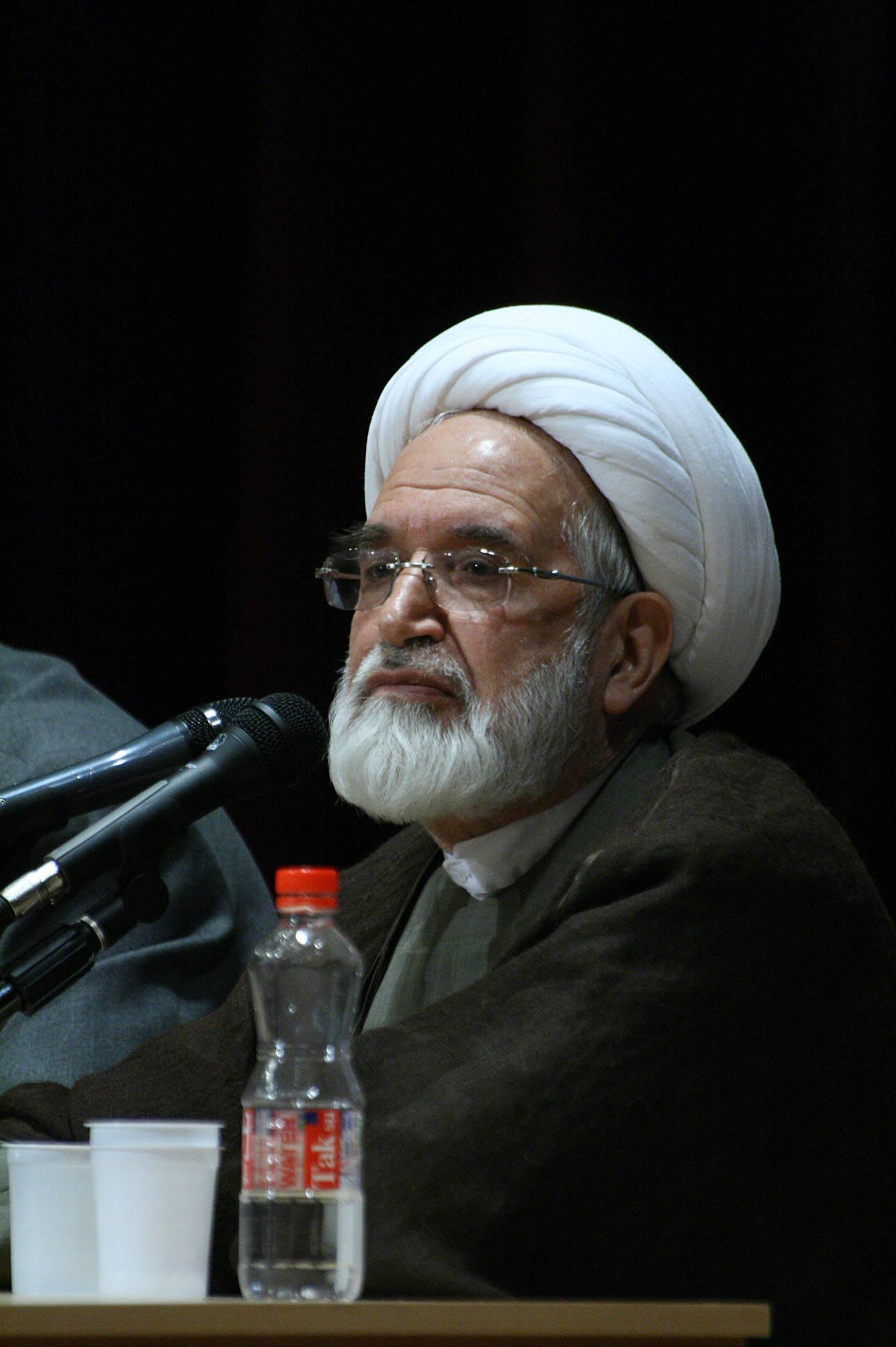
Mahdi Karrubi

A felvonulás napján, hétfőn a rendőrség megszállta Teherán fontosabb pontjait, és Muszavi házát is körbevette, hogy meggátolja csatlakozását a tüntetőkhöz. Ennek ellenére több ezer tüntető vonult utcára a fővárosban, illetve nagyvárosokban, így Sirázban, Iszfahánban, Mashadban és Kermánsáhban. Utóbb felröppent a hír, hogy Muszavi és felesége is feltűnt a felvonulók között. A külföldi tudósítókat a helyszínről kitiltó biztonsági erők és a tüntetők között heves összecsapások alakultak ki a demonstráció színhelyéül kiszemelt teheráni Ázádi (Szabadság) tér környékén, amelyek során a hatóságiak könnygáz, paprikaspray és festéklövedékek segítségével próbálták feloszlatni az Ahmadinezsád mellett most először az ország legfőbb vezetőjét, Ali Hámenei ajatollahot is bíráló tömeget, és az odavezető utak lezárásával megakadályozták, hogy nagyobb csoportosulás alakulhasson ki a téren. Több tucat tüntetőt elhurcoltak, többen kórházba kerültek, és a hírek egy halálesetről is beszámoltak. A kormányzati adatok 150, emberi jogi szervezetek 1500 letartóztatottról tudnak.
Bár az egynapos tüntetés véget ért, az összecsapások bebizonyították, hogy a kormányzat állításaival ellentétben a Zöld Mozgalom még számottevő támogatottságot élvez. A február 15-i parlamenti ülésen a kormánypárt heves kirohanásokat intézett a tüntetők ellen, többen vezetőik kivégzését követelték. Ugyanezen a napon a hatóságok bejelentették, hogy hétfőn két haláleset történt az összecsapások során, de elkövetőkként egy ellenzéki csoportot jelöltek meg, amely válaszul a kormányerőket vádolta meg a gyilkosságok elkövetésével.

### Február 16.
A hétfői tüntetések egyik áldozatának, a Teheráni Szépművészeti Egyetem hallgatójának szerdai temetési felvonulásán újabb összecsapások alakultak ki. A biztonsági erők által szoros ellenőrzés alá vont felvonuláson főleg a kormány támogatói vettek részt, akik azt állították: az elhunyt hallgató közéjük tartozott, sőt az önkéntes Baszidzs milícia tagja volt. Az ellenzék mindezt tagadta. Kormánypárti körök bejelentették, hogy pénteken ellentüntetést kívánnak tartani. A legfőbb ügyész, Golám-Hoszejn Mohszeni Ezsei és Ahmadinezsád elnök a két, a külvilággal csak honlapján keresztül érintkező ellenzéki vezető felelősségre vonásával fenyegetett.

### Február 20.
Újabb tüntetésekről és összecsapásokról érkeztek hírek február 20-án, vasárnap. Bár az iráni állami hírügynökség, a Fársz szerint az országban teljes volt a nyugalom, más, meg nem erősített források arra utaltak, hogy Teheránban, Sirázban, Iszfahánban és Rastban is újabb demonstrációkra került sor annak ellenére, hogy az állami média éles lőszer használatával fenyegette a tüntetőket. Az Al Jazeera információi szerint több helyen civil ruhás milicistákat vetettek be a tiltakozók feloszlatására, akik beszámolók szerint sokszor néma felvonulásokat tartottak, hogy elkerüljék a támadást. A tüntetések során őrizetbe vették Fáeze Hásemi Rafszandzsánit, a korábbi elnök, a jelenleg Szakértők Tanácsát elnöklő Akbar Hásemi Rafszandzsáni lányát, akit korábban már többször letartóztattak ellenzéki tevékenység miatt.

### Március 1.
Február 27-én Muszavi és Karrubi honlapján felhívás jelent meg a Zöld Mozgalom nevében, hogy az ellenzékiek március 1-jén, kedden ismét vonuljanak az utcákra, tiltakozva a két vezetőt ért sérelmek ellen. Ennek nyomán az eddig véleményt nem nyilvánító korábbi államelnök, Mohammad Hátami megkérdőjelezte a rendszer és az iszlám forradalom mellett kiálló Karrubi és Muszavi őrizetben tartásának jogosságát, ami szerinte azért is káros, mert a rendszerellenes elemek malmára hajtja a vizet. Egyúttal reményét fejezte ki, hogy a március 20-án kezdődő új évre megszüntetik az őrizetet, szabadon bocsátják a foglyokat, visszavonják a korlátozásokat és szabad légkört teremtenek, „ahol a nép szavazata dönt.” (A 2009-es választásokon Muszavit támogató Rafszandzsáni viszont a jelentések szerint elítélte a tüntetéseket.) Hírek szerint ezt követően a hatóságok elszállították otthonukból a két ellenzéki vezetőt, akiket feltehetően Teheránon kívül őriznek, de nem börtönben.
Március 1-jén a felhívás nyomán újabb tüntetések alakultak ki, amelyek résztvevői a „diktátor bukását”, illetve Muszavi és Karrubi szabadon engedését követelték. Szemtanúk szerint a biztonsági erők nagy számban jelentek meg Teherán stratégiai pontjain, a tömeget pedig részint civil ruhás hatóságiak, részint könnygázt és gumibotokat használó rendőri erők oszlatták fel. Eközben az iráni kormányzat belügynek nyilvánította a két ellenzéki vezető elhurcolását, és nem volt hajlandó választ adni a hollétüket firtató külföldi kérdésekre.

## Külföldi reakciók
Hillary Clinton amerikai külügyminiszter már február 14-én kiállt a tüntetők mellett, míg a kormányzatot képmutatónak nyilvánította, és kiállt az emberi jogok, valamint az iráni politikai rendszer megnyitása mellett. Az aznap éppen Teheránban tartózkodó török elnök, Abdullah Gül arra figyelmeztette Ahmadinezsádot, hogy ha egy kormányzat nem veszi figyelembe népe akaratát, akkor az megpróbálja saját maga megvalósítani a céljait. Később Barack Obama amerikai elnök élesen elítélte az iráni kormány erőszakos fellépését.